# Beyeria simplex
Beyeria simplex är en törelväxtart som beskrevs av David A. Halford och Rodney John Francis Henderson. Beyeria simplex ingår i släktet Beyeria och familjen törelväxter. Inga underarter finns listade i Catalogue of Life.